# بولوغین
بولوغین (به عربی: بولوغین) یک شهرداری در الجزایر است که در استان الجزیره واقع شده‌است.